# الصحراء للدراسات والاستشارات
مركز الصحراء للدراسات والاستشارات هو منظمة موريتانية إقليمية تعنى بالدراسات والبحوث الإعلامية والسياسية والاقتصادية والأمنية، وتسعى إلى توفير البيانات الدقيقة والتحليلات الرصينة والمشورة البناءة.
يعد مركز الصحراء المركز «الأبرز» في موريتانيا، كما تشير إلى ذلك نشاطاته المتعددة، وتقاريره الاستراتيجية وإصداراته المتنوعة التي تتراوح بين اليومي والأسبوعي والشهري والحولي.
وتتبع للموقع مجلة علمية محكمة تسمى «المعرفة»، كما يشتمل على قسم نشط للميلتيميديا، وقناة إلكترونية، إضافة إلى أنه من أبرز المؤسسات الإعلامية الموريتانية الناشطة على وسائل التواصل الاجتماعي،[بحاجة لمصدر] خصوصا الفيسبوك والتويتر.

## لمحة
يقدّم الموقع خدمة للمهتمين بأوضاع موريتانيا وشمال أفريقيا، كما يعد المرجع العربي الأول في منطقة الساحل والصحراء،[بحاجة لمصدر] ولا تنحصر اهتمامات المركز بالمواد الإعلامية الموريتانية والأفريقية، إذ تعرض زاوية «كتّاب عرب» أبرز المقالات المنشورة في الصحف العربية، غير المتعلقة بموريتانيا، فضلاً عن ترجمة عدد من المقالات المنشورة في الصحافة الأجنبية، خصوصاً الفرنسية، حول موريتانيا وشمال أفريقيا. حصل مركز الصحراء للدراسات والاستشارات عام 2020 على جائزة المؤسسة المثالية ضمن النسخة السادسة لحفل جوائز منظمة «شكرا» التي تنظمه المؤسسة كل عام.
يرأس المركز الدكتور أحمدُ ولد اتليميدي، ومقره بمقاطعة تفرغ زينة، بالعاصمة الموريتانية نواكشوط، وهو من أبرز مراكز الدراسات الموريتانية التي تعنى بالدراسات المستقبلية.

## قائمة لبعض إصدارات المركز
- يومية موريتانيا «هذا المساء» تصدر زوال كل يوم ويقدم من خلالها تلخيصا لما ينشره الإعلام الموريتاني (العربي والفرنسي) عن تطورات البلد ومنطقة الساحل.
- أسبوعية تصدر كل إثنين تتناول تلخيصا وترجمة لما ينشره الإعلام الإقليمي والفرنسي عن تطورات منطقة الساحل وموريتانيا.
- تقرير استراتيجي سنوي يقدم فيه قراءة وتحليلا للمجالات السياسية والاقتصادية والدبلوماسية والأمنية التي حدثت في السنة كما يتطرق للسيناريوهات المقترحة، ويقوم المركز بترجمته إلى اللغة الفرنسية للمهتمين.
- تقديرات موقف دورية تحلل السياسات الداخلية والقضايا الجيواستراتيجية
- موقع إلكتروني نشط يواكب الأحداث.
- منصة إلكترونيه على الفيسبوك تدعى: الصحراء PLUS
- قناة رقمية تهتم بإعداد وإنتاج مختلف المواد الإعلامية.
- ينجز مسوحا واستطلاعات رأي واستبيانات؛ لمساعدة الخبراء والباحثين، وقياس اتجاهات الرأي العام.

## وصلات خارجية
- عنوان المركز
- لقاء الدكتور أحمد التليميدي مدير عام مركز الصحراء للدراسات والاستشارات ضيفا على مركز باحث للدراسات